# 有声歯・歯茎側面はじき音
有声歯茎側面はじき音（ゆうせい しけい そくめん はじきおん、英: Voiced alveolar lateral flap）は、一部の音声言語で使用される子音の一種である。この音を表わす国際音声記号は、回転させた小文字の ⟨r⟩ と文字 ⟨l⟩ を組み合わせた ⟨ɺ⟩。1928年に承認されたこの記号は、[d] と [l]または [r] と [l] の間の中間的な音を表わしていた。1979年に、その音価が歯茎側面はじき音として再定義された。
側面はじき音を持つと説明されている一部の言語は実際には、中心性に関してはっきりと決められないはじき音を有している。この音は周囲の母音や子音に応じて、自由変異でも、異音的にでも、中線音または側面音のいずれかとして表面化するかもしれない。
この音素をもつ言語は少ない。
- 日本語: 語頭のラ行に現れることがあるが、歯茎はじき音やそり舌はじき音で話す者もいる。
- ヴェンダ語
- スワヒリ語: l と r は多くの場合において混同され、この発音で話される。

## 特徴
有声歯茎側面はじき音の特徴:
- 調音方法はたたきまたははじきであり、これは調音器官（通常は舌）が別の調音器官に投げつけられるように筋肉の一回の収縮を使って生み出されることを意味する。
- 調音部位は歯茎であり、これは舌尖または舌端のいずれかを使って歯槽堤（歯茎）の位置で調音されることを意味する（それぞれ、「舌尖- 」および「舌端- 」と呼ばれる）。
- 発声は有声であり、これは調音の間に声帯が振動することを意味する。
- 口音であり、これは空気が口だけから抜けることができることを意味する。
- 側面音であり、これは舌の真ん中ではなく、舌の側面を越えて気流を導くことによって生み出されることを意味する。
- 気流機構は肺臓的であり、これは、ほとんどの音と同様に、肺と横隔膜だけで空気を押すことによって調音されることを意味する。

## 存在

### 歯側面はじき音
| 言語     | 言語     | 単語       | IPA | 意味 | 注記       |
| -------- | -------- | ---------- | --- | ---- | ---------- |
| チャガ語 | チャガ語 | [ 要実例 ] |     |      | 舌端歯音。 |

### 歯茎側面はじき音
| 言語       | 言語       | 単語         | IPA        | 意味     | 注記                                     |
| ---------- | ---------- | ------------ | ---------- | -------- | ---------------------------------------- |
| 日本語     | 日本語     | 六（ろく）   | [ɺo̞kɯ̟ᵝ]    | '6'      | 異音的に [ɾ]。詳細は日本語の音韻を参照。 |
| 日本語     | 日本語     | 心（こころ） | [ko̞ko̞ɺo̞]   | 'こころ' | 異音的に [ɾ]。詳細は日本語の音韻を参照。 |
| カスア語   | カスア語   | hilila       | [hiɺiɺɑ]   | '重い'   | 単語の先頭や末尾では使われない。         |
| ピダハン語 | ピダハン語 | toogixi      | [tòːɺ͡ɺ̼ìʔì] | '鍬'     | ある種のスピーチでのみ使用される。       |
| ワユ語     | ワユ語     | püülükü      | [pɯːɺɯkɯ]  | '豚'     | /r/ と対立                               |